# Ronald Langacker
Ronald W. Langacker (né le 27 décembre 1942 à Fond du Lac, Wisconsin) est un linguiste américain, professeur émérite à l'Université de Californie à San Diego. Il est surtout connu en tant que l'un des fondateurs du mouvement de la linguistique cognitive, et créateur de la grammaire cognitive.

## Biographie
Langacker a obtenu son doctorat à l'Université de l'Illinois à Urbana-Champaign en 1966. De 1966 à 2003, il a été professeur de linguistique à l'Université de Californie. De 1997 à 1999, il a aussi été président de l'Association internationale de linguistique cognitive (en).
Originellement formé à la grammaire générative, il a consacré une dizaine d'années à l'étude des langues uto-aztèques.
Langacker a développé sa théorie de la grammaire cognitive à partir de 1976. Il en a présenté les idées centrales dans son ouvrage en deux volumes, Fondations de la Grammaire cognitive, qui est devenu un point de départ de première importance pour le domaine émergent de la linguistique cognitive. La grammaire cognitive envisage les langages naturels comme consistant uniquement en unités sémantiques, unités phonologiques et unités symboliques (associations conventionnelles d'unités phonologiques et sémantiques). À l'instar de la grammaire de construction (Construction Grammar), et contrairement à beaucoup de théories linguistiques du courant principal, la grammaire cognitive étend la notion d'unités symboliques à la grammaire des langues. Langacker suppose en outre que les structures linguistiques sont motivées par des processus cognitifs généraux. En formulant cette théorie, il fait largement appel aux principes de la psychologie de la forme (gestalt) et établit des analogies entre la structure linguistique et des aspects de la perception visuelle.

## Distinctions
Il est depuis 2005 Docteur honoris causa de l'Association française de Linguistique Cognitive ainsi que de l'université Michel-de-Montaigne Bordeaux-III.